# Katsukarē
Le katsukarē (カツカレー) est un plat populaire japonais de porc pané (tonkatsu), de riz et d'une sauce au curry,.